# Liste der Mitglieder des Senats im 4. Kongress der Vereinigten Staaten
Die Senatoren im 4. Kongress der Vereinigten Staaten wurden zu einem Drittel 1794 und 1795 neu gewählt. Vor der Verabschiedung des 17. Zusatzartikels 1913 wurde der Senat nicht direkt gewählt, sondern die Senatoren wurden von den Parlamenten der Bundesstaaten bestimmt. Jeder Staat wählt zwei Senatoren, die unterschiedlichen Klassen angehören. Die Amtszeit beträgt sechs Jahre, alle zwei Jahre wird für die Sitze einer der drei Klassen gewählt. Zwei Drittel des Senats bestehen daher aus Senatoren, deren Amtszeit noch andauert.
Die Amtszeit des 4. Kongresses ging vom 4. März 1795 bis zum 3. März 1797, seine erste Tagungsperiode fand vom 7. Dezember 1795 bis zum 1. Juni 1796 in Philadelphia statt, die zweite Periode vom 5. Dezember 1796 bis zum 3. März 1797. Vorher fand bereits vom 8. bis 26. Juni 1795 eine Sondersitzung statt.
Mitte der 1790er Jahre formierten sich die Unterstützer der Regierung George Washingtons als Föderalistische Partei, die Gegner der Regierung als Republikanische Partei, die heute in Abgrenzung zur später gegründeten Grand Old Party meist Demokratisch-Republikanische Partei genannt wird. Beide waren keine Parteien im modernen Sinne, aber deutlich stärker organisiert als die informellen Fraktionen vorher.

## Zusammensetzung und Veränderungen
Im 3. Kongress saßen am Ende seiner Amtszeit 17 Unterstützer und 13 Gegner der Regierung. James Gunn, im 3. Kongress noch ein Gegner der Regierung, schloss sich den Föderalisten an. Mit zwei weiteren Sitzen, die die Föderalisten von Regierungsgegnern gewinnen konnten, saßen bei der konstituierenden Sitzung des 4. Kongresses 20 Föderalisten und 10 Republikaner im Senat. Als Nachfolger des Republikaners James Jackson ernannte Gouverneur George Mathews den Föderalisten George Walton, was deren Mehrheit kurzzeitig auf 21 zu 9 erhöhte. Schon im Februar 1796 wurde mit Josiah Tattnall wieder ein Republikaner sein Nachfolger. Die Rücktritte von Oliver Ellsworth aus Connecticut sowie von George Cabot und Caleb Strong aus Massachusetts änderten die Mehrheitsverhältnisse nicht, da mit James Hillhouse, Benjamin Goodhue und Theodore Sedgwick ebenfalls Föderalisten in den Senat gewählt wurden.
Durch die Aufnahme von Tennessee als 16. Staat der Union wuchs der Senat auf 32 Mitglieder. Die beiden neuen Senatoren William Cocke und William Blount waren beide Republikaner, so dass diese auf 20 zu 12 verkürzen konnten. Im weiteren Verlauf des Jahres traten sechs weitere Senatoren zurück. Ihre Nachfolger gehörten meist der gleichen Partei an, nur in Vermont wurde als Nachfolger des Republikaners Moses Robinson der Föderalist Isaac Tichenor gewählt, wodurch die Mehrheit der Föderalisten auf 21 zu 11 stieg, was auch der Stand am Ende des 4. Kongresses war.

## Spezielle Funktionen
Nach der Verfassung der Vereinigten Staaten ist der Vizepräsident der Vorsitzende des Senats, ohne ihm selbst anzugehören. Bei Stimmengleichheit gibt seine Stimme den Ausschlag. Während des 4. Kongresses war der spätere Präsident John Adams Vizepräsident. Im Gegensatz zur heutigen Praxis leitete der Vizepräsident bis ins späte 19. Jahrhundert tatsächlich die Senatssitzungen. Ein Senator wurde zum Präsidenten pro tempore gewählt, der bei Abwesenheit des Vizepräsidenten den Vorsitz übernahm. Vom 4. März bis zum 7. Juni sowie am 7./8. Dezember 1795 war Henry Tazewell Präsident pro tempore, vom 6. Mai bis zum 4. Dezember 1796 Samuel Livermore und vom 16. Februar bis zum Ende des Kongresses am 3. März 1797 William Bingham.

## Liste der Senatoren
Unter Partei ist vermerkt, ob ein Senator der Föderalistischen Partei oder der Republikanischen Partei zugerechnet wird, unter Staat sind die Listen der Senatoren des jeweiligen Staats verlinkt. Die reguläre Amtszeit richtet sich nach der Senatsklasse. Senatoren der Klasse I waren bis zum 3. März 1797 gewählt, die der Klasse II bis zum 3. März 1799 und die der Klasse III bis zum 3. März 1801. Das Datum gibt an, wann der entsprechende Senator in den Senat aufgenommen wurde. Unter Sen. steht die fortlaufende Nummer der Senatoren in chronologischer Ordnung, je niedriger diese ist, umso größer ist in der Regel die Seniorität des Senators. Die Tabelle ist mit den Pfeiltasten sortierbar.
| Senator                 | Partei       | Staat          | Klasse | Datum         | Sen. | Anmerkung                                |
| ----------------------- | ------------ | -------------- | ------ | ------------- | ---- | ---------------------------------------- |
| Oliver Ellsworth        | Föderalist   | Connecticut    | I      | 4. März 1789  | 5    | trat am 8. März 1796 zurück              |
| James Hillhouse         | Föderalist   | Connecticut    | I      | 18. Mai 1796  | 59   | gewählt als Nachfolger für Ellsworth     |
| Jonathan Trumbull       | Föderalist   | Connecticut    | III    | 4. März 1795  | 56   | trat am 10. Juni 1796 zurück             |
| Uriah Tracy             | Föderalist   | Connecticut    | III    | 13. Okt. 1796 | 64   | gewählt als Nachfolger für Trumbull      |
| Henry Latimer           | Föderalist   | Delaware       | I      | 7. Feb. 1795  | 50   |                                          |
| John M. Vining          | Föderalist   | Delaware       | II     | 4. März 1793  | 45   |                                          |
| James Jackson           | Republikaner | Georgia        | II     | 4. März 1793  | 42   | trat am 31. Oktober 1795 zurück          |
| George Walton           | Föderalist   | Georgia        | II     | 16. Nov. 1795 | 57   | ernannt als Nachfolger für Jackson       |
| Josiah Tattnall         | Republikaner | Georgia        | II     | 12. Apr. 1796 | 58   | gewählt als Nachfolger für Jackson       |
| James Gunn              | Föderalist   | Georgia        | III    | 4. März 1789  | 9    |                                          |
| John Brown              | Republikaner | Kentucky       | II     | 18. Juni 1792 | 36   |                                          |
| Humphrey Marshall       | Föderalist   | Kentucky       | III    | 4. März 1795  | 53   |                                          |
| Richard Potts           | Föderalist   | Maryland       | I      | 10. Jan. 1793 | 39   | trat am 24. Oktober 1796 zurück          |
| John Eager Howard       | Föderalist   | Maryland       | I      | 21. Nov. 1796 | 68   | gewählt als Nachfolger für Potts         |
| John Henry              | Föderalist   | Maryland       | III    | 4. März 1789  | 10   |                                          |
| George Cabot            | Föderalist   | Massachusetts  | I      | 4. März 1791  | 32   | trat am 9. Juni 1796 zurück              |
| Benjamin Goodhue        | Föderalist   | Massachusetts  | I      | 11. Juni 1796 | 60   | gewählt als Nachfolger für Cabot         |
| Caleb Strong            | Föderalist   | Massachusetts  | II     | 4. März 1789  | 20   | trat am 1. Juni 1796 zurück              |
| Theodore Sedgwick       | Föderalist   | Massachusetts  | II     | 11. Juni 1796 | 61   | gewählt als Nachfolger für Strong        |
| Samuel Livermore        | Föderalist   | New Hampshire  | II     | 4. März 1793  | 43   | Präsident pro tempore                    |
| John Langdon            | Republikaner | New Hampshire  | III    | 4. März 1789  | 13   |                                          |
| John Rutherfurd         | Föderalist   | New Jersey     | I      | 4. März 1791  | 33   |                                          |
| Frederick Frelinghuysen | Föderalist   | New Jersey     | II     | 4. März 1793  | 41   | trat am 12. November 1796 zurück         |
| Richard Stockton        | Föderalist   | New Jersey     | II     | 12. Nov. 1796 | 67   | gewählt als Nachfolger für Frelinghuysen |
| Aaron Burr              | Republikaner | New York       | I      | 4. März 1791  | 31   |                                          |
| Rufus King              | Föderalist   | New York       | III    | 16. Juli 1789 | 22   | trat am 23. Mai 1796 zurück              |
| John Laurance           | Föderalist   | New York       | III    | 9. Nov. 1796  | 66   | gewählt als Nachfolger für King          |
| Alexander Martin        | Republikaner | North Carolina | II     | 4. März 1793  | 44   |                                          |
| Timothy Bloodworth      | Republikaner | North Carolina | III    | 4. März 1795  | 52   |                                          |
| James Ross              | Föderalist   | Pennsylvania   | I      | 24. Apr. 1794 | 47   |                                          |
| William Bingham         | Föderalist   | Pennsylvania   | III    | 4. März 1795  | 51   | Präsident pro tempore                    |
| Theodore Foster         | Föderalist   | Rhode Island   | I      | 12. Juni 1790 | 26   |                                          |
| William Bradford        | Föderalist   | Rhode Island   | II     | 4. März 1793  | 40   |                                          |
| Pierce Butler           | Republikaner | South Carolina | II     | 4. März 1789  | 2    | trat am 25. Oktober 1796 zurück          |
| John Hunter             | Republikaner | South Carolina | II     | 8. Dez. 1796  | 69   | gewählt als Nachfolger für Butler        |
| Jacob Read              | Föderalist   | South Carolina | III    | 4. März 1795  | 55   |                                          |
| William Cocke           | Republikaner | Tennessee      | I      | 2. Aug. 1796  | 63   |                                          |
| William Blount          | Republikaner | Tennessee      | II     | 2. Aug. 1796  | 62   |                                          |
| Moses Robinson          | Republikaner | Vermont        | I      | 17. Okt. 1791 | 35   | trat am 15. Oktober 1796 zurück          |
| Isaac Tichenor          | Föderalist   | Vermont        | I      | 18. Okt. 1796 | 65   | gewählt als Nachfolger für Robinson      |
| Elijah Paine            | Föderalist   | Vermont        | III    | 4. März 1795  | 54   |                                          |
| Stevens Mason           | Republikaner | Virginia       | I      | 18. Nov. 1794 | 48   |                                          |
| Henry Tazewell          | Republikaner | Virginia       | II     | 18. Nov. 1794 | 49a  | Präsident pro tempore                    |

- Republikaner bezeichnet Angehörige der heute meist als Demokratisch-Republikanische Partei oder Jeffersonian Republicans bezeichneten Partei.
- a) Tazewell trat sein Amt anderen Quellen nach erst am 29. Dezember an.[5]